# محمد رضا مهدي زادة
محمد رضا مهدي زادة (بالفارسية: محمدرضا مهدی‌زاده) هو لاعب كرة قدم إيراني في مركز قلب الدفاع، ولد في 18 فبراير 1994 في رشت في إيران. لعب مع نادي تراكتور سازي.

## وصلات خارجية
- محمد رضا مهدي زادة على موقع قاعدة بيانات كرة القدم.إي يو (الإنجليزية)
- محمد رضا مهدي زادة على موقع Soccerway.com (الإنجليزية)